# キャパシティ
キャパシティ（英: capacity）は、保持、受け入れ、または取り込む能力を言う。体積の概念に類似する。キャパとも略される。人の記憶力の許容範囲を示す場合など、日本語でさまざまな場面で使用されるが、ここでは、特に使われることの多いスポーツ用語としてのキャパシティを取り上げる。

スポーツ用語におけるキャパシティは、特定の空間にある席に座れる人の数を指す。観客席として使用した空間のことを指すこともあれば、法律的に規制されている空間を指すこともある。座席数、収容人員も同様に使用される。世界最大のスポーツ会場は、インディアナポリス・モーター・スピードウェイ。
球場や公会堂など、民間に貸し出す会場は、一般的にキャパシティを公開している。
スタジアムやアリーナなどをスポーツで使用する際や、建設する際に、重要な項目として考慮される。NFLのシュガーボール委員会は、販売チケット数を決める座席数（キャパシティ）を、会場決定の重要項目としている。

## 参考
- スタジアムリスト(キャパシティ順)(英語) - en:List of stadiums by capacity
- アメリカのスタジアムリスト(キャパシティ順)(英語) - en:List of American football stadiums by capacity
- サッカースタジアムリスト(キャパシティ順)en:List of football (soccer) stadiums by capacity